# Cámara Pirs
Pirs (en ruso: Пирс, lit. 'muelle') – también llamado en ruso: Стыковочный отсек, romanizado: Stykovochny Otsek 1, lit. 'módulo de acople 1' (SO-1) y DC-1 (compartimento de acople) – fue un módulo ruso de la Estación Espacial Internacional (EEI). Pirs fue lanzado el 14 de septiembre de 2001 y se encuentra en el módulo Zvezda de la estación. Aporta un puerto de acople a la estación para las naves Soyuz y Progress, y permite la realización de paseos espaciales a los cosmonautas que utilizan los trajes espaciales Orlan rusos.

## Módulo Poisk
Un segundo compartimento de acople, el Stykovochniy Otsek 2 (SO-2), estaba planeado con el mismo diseño pero, cuando se rediseñó el segmento ruso de la estación en 2001, el nuevo plan no incluía el SO-2 y su construcción fue cancelada. Tras otro cambio de planes el módulo SO-2 terminó evolucionando al Poisk, que fue añadido a la EEI en 2009.

## Módulo Nauka
Estaba planeado que el Pirs fuese desacoplado de la estación en 2017 y desorbitado por la Progress MS-06, para hacer sitio al Módulo Laboratorio Multipropósito Nauka. Debido a sucesivos retrasos en la construcción de dicho módulo, la maniobra se pospuso para la Progress MS-16 en 2021.

## Diseño y construcción

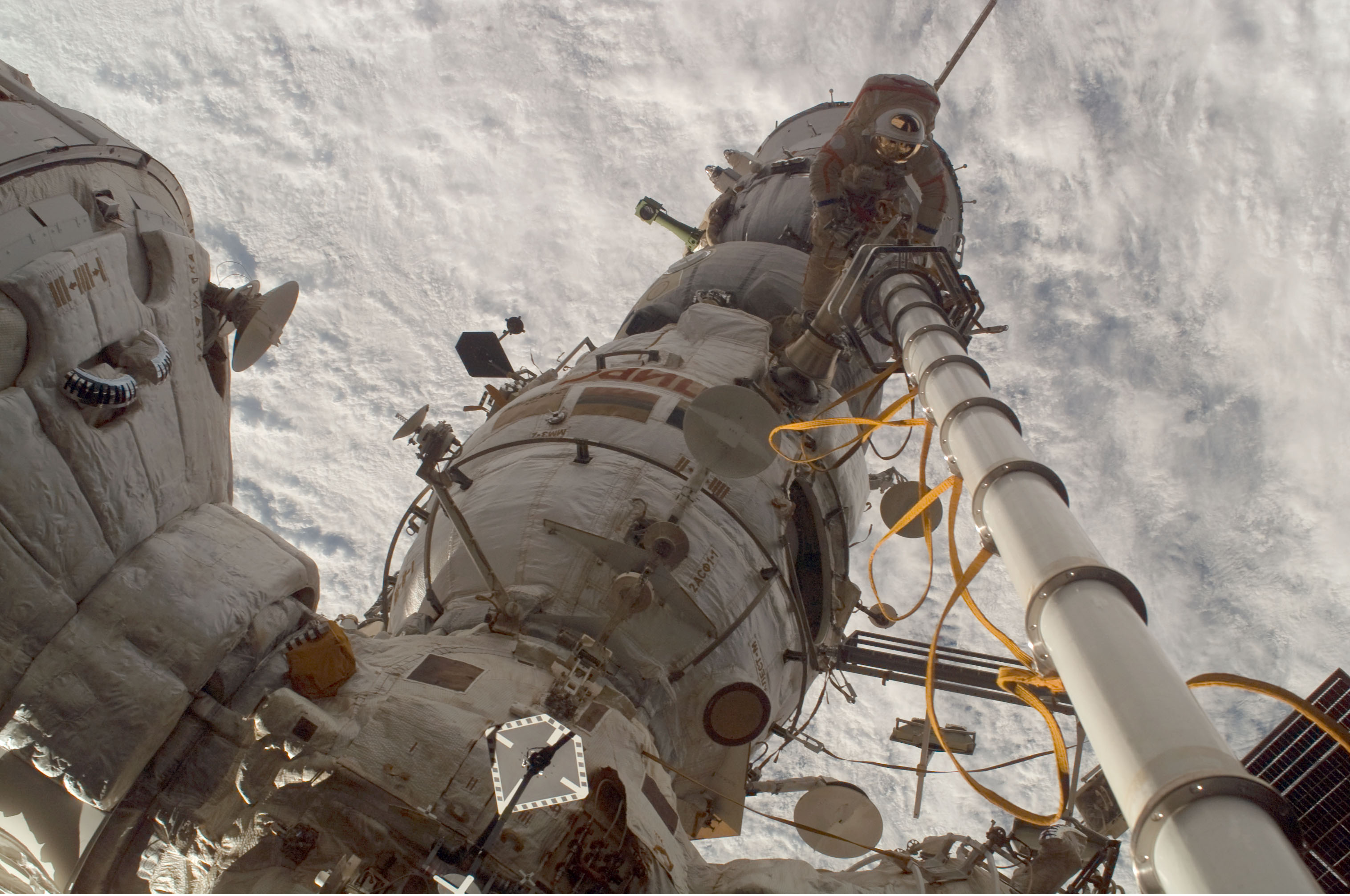
El ingeniero de vuelo Oleg Kononenko fotografía al comandante Sergey Volkov mientras opera una grúa Strela manual que le sujeta. El comandante está sobre el Pirs y de espaldas a la Soyuz. Zarya se ve a la izquierda y Zvezda en la parte inferior de la imagen.

El compartimento de acople tiene dos funciones principales, aportar un puerto de acople para las naves visitantes Soyuz y Progress y servir como esclusa para los EVA rusos.
El puerto de acople puede acomodar una Soyuz-MS o una Progress-MS. Las naves visitantes pueden transportar gente y carga a y desde la estación. Además, el compartimento puede transferir combustible entre los tanques de combustible de una Progress y los del Módulo de Servicio Zvezda o los del Bloque de Carga Funcional Zarya.Esta transferencia también se puede realizar en el sentido inverso para repostar una nave.
Ambas esclusas son utilizadas por los cosmonautas que llevan trajes espaciales Orlan rusos.
El Pirs fue fabricado por RKK Energia. El Compartimento de Acople es similar al Módulo de Acople de la Mir utilizado en la estación espacial Mir. La vida estimada del compartimento como parte de la estación era de cinco años.

## Lanzamiento
Pirs fue lanzado el 14 de septiembre de 2001, en la misión de construcción de la ISS 4R, en un cohete ruso Soyuz-U, utilizando una Progress modificada, Progress DC-1, como etapa superior.
El módulo de 3580 kg está acoplado al puerto nadir (mirando a la Tierra) del Zvezda. Se acopló con la Estación Espacial el 16 de septiembre de 2001, y fue configurado durante tres paseos espaciales realizados por la tripulación de la Expedición 3. Dos grúas de carga Strela fueron añadidas más tarde en las misiones STS-96 y STS-101.

## Futuro
Pirs originalmente debía ser desacoplado de su lugar en el Zvezda en 2013 para dejar hueco para el Módulo Laboratorio Multipropósito Nauka. Esto se ha retrasado primero al 2017 y después al 2018 debido a varios retrasos acumulados con el cohete y la construcción del módulo Nauka. El plan actual mantiene que la misión Progress MS-16 realizaría la maniobra alrededor del 17 de abril de 2021. Pirs se convertirá en el primer módulo permanente de la EEI en ser desmantelado con su destrucción durante la reentrada atmosférica.

## Galería

### Exterior

Pasa el ratón por encima de las imágenes para leer la etiqueta en detalle
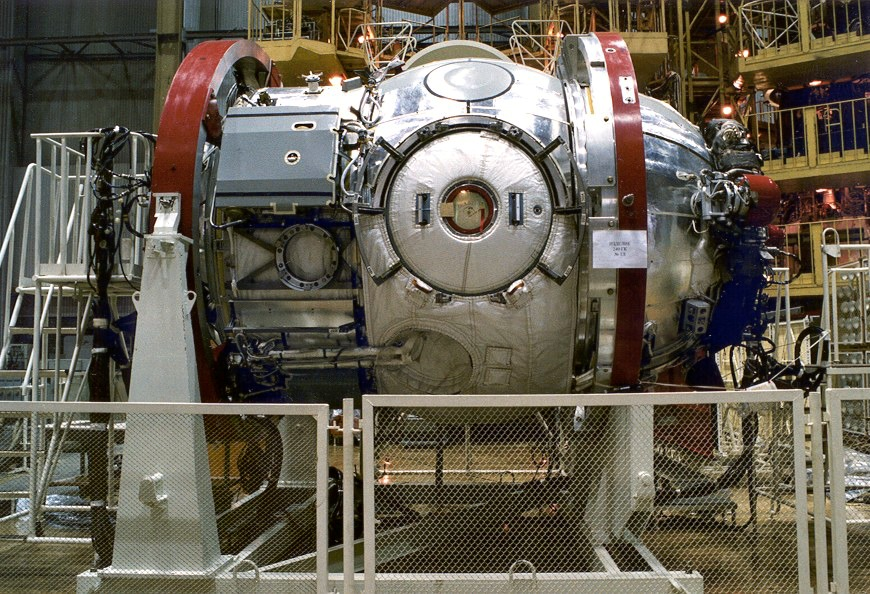
Pirs en construcción en las instalaciones de Energia en Moscú.
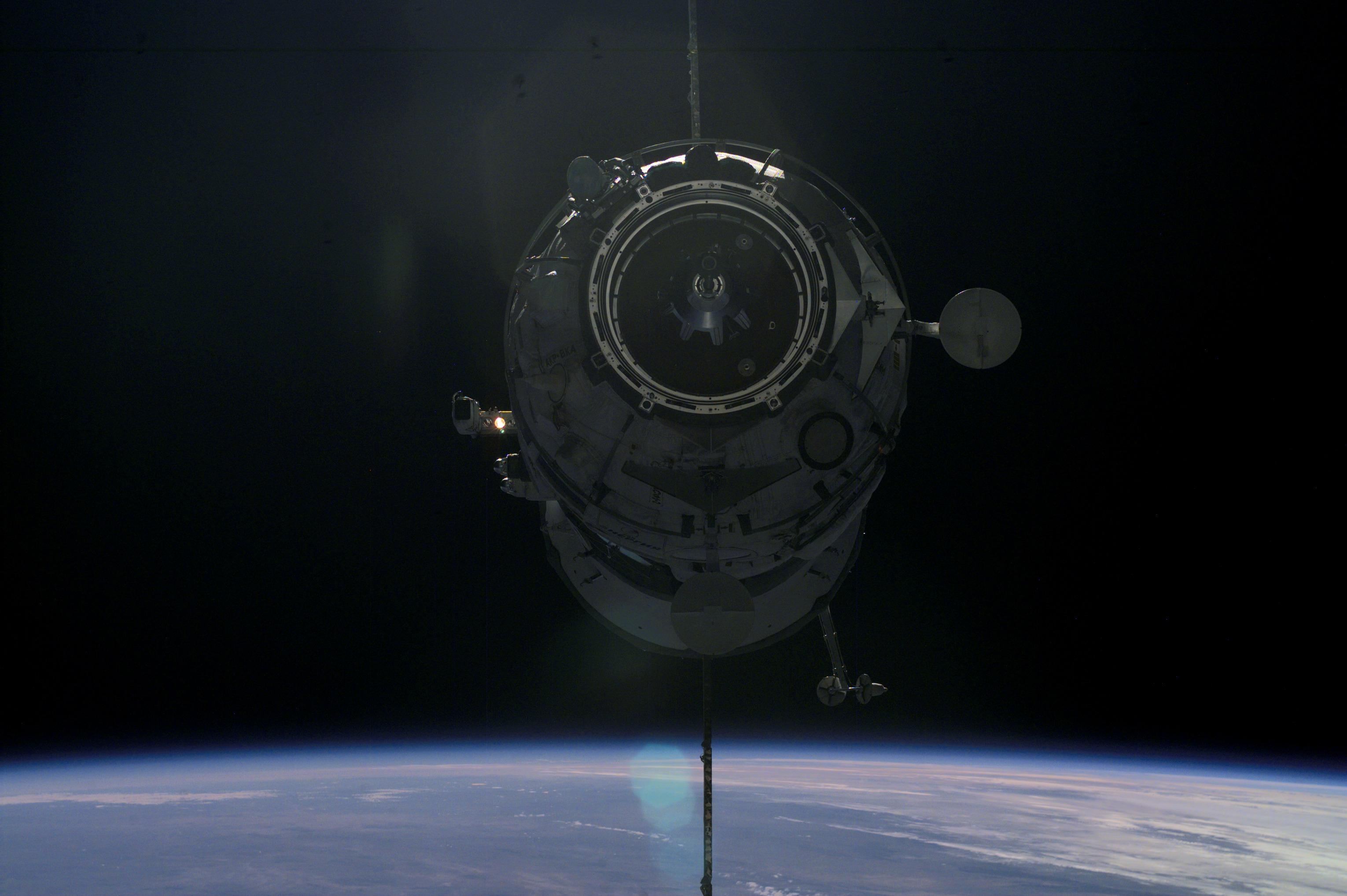
Progress DC-1 con el Pirs vista desde la Estación Espacial Internacional durante el acoplamiento.
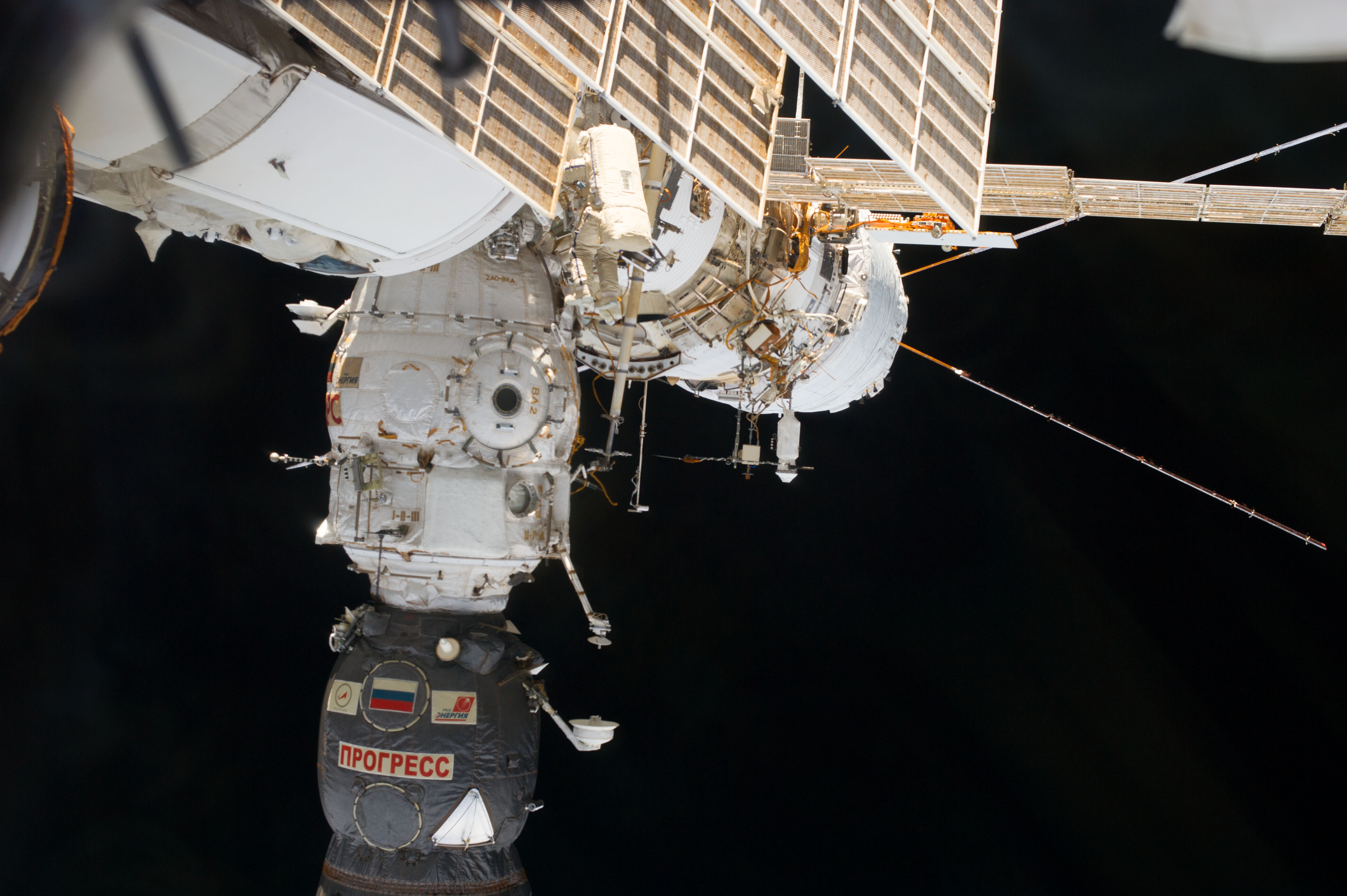
El cosmonauta Alexander Misurkin (arriba en el centro), participa en una actividad extravehicular cerca del módulo Pirs.
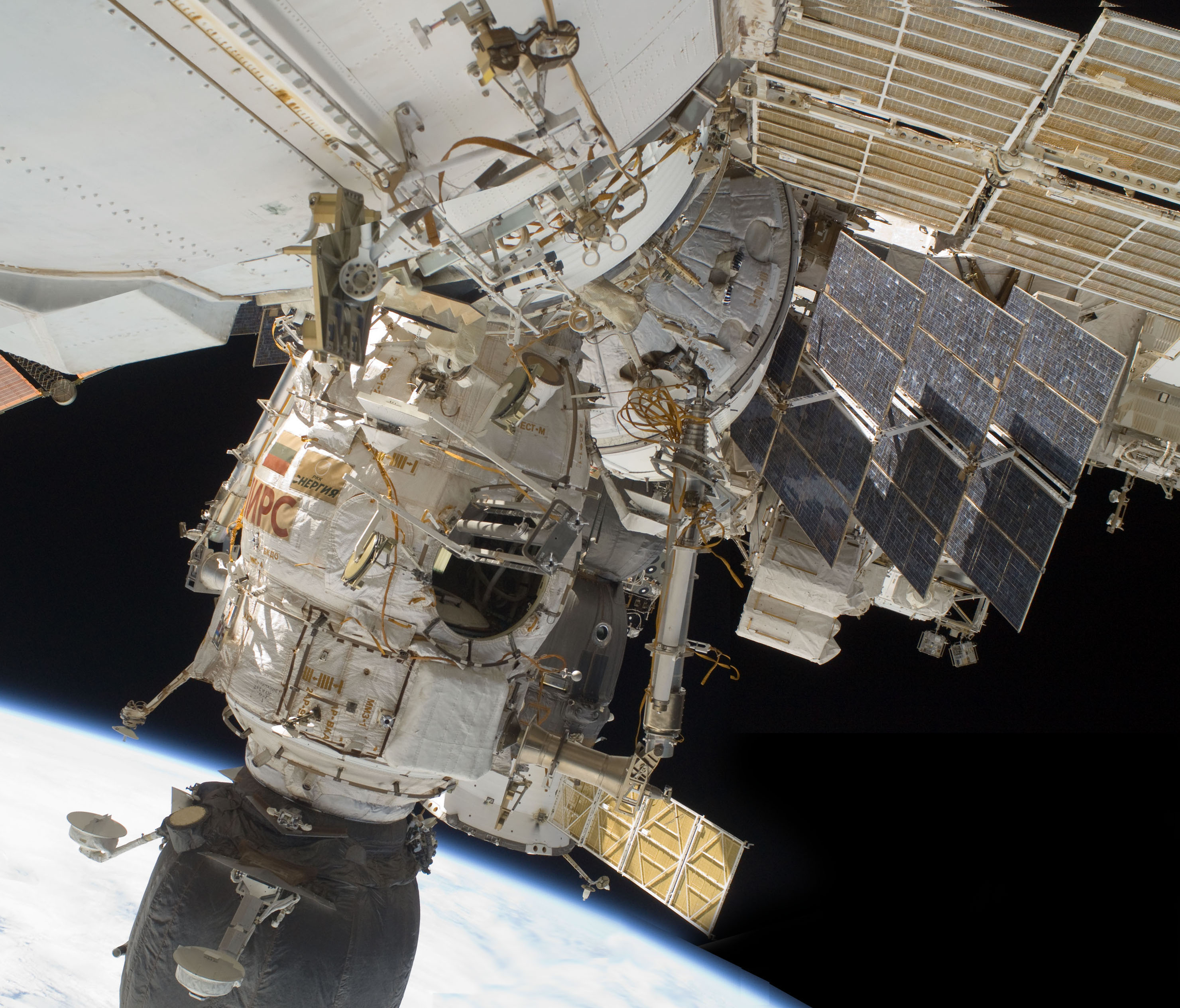
Imagen del Pirs tomada durante un EVA en marzo de 2009.

### Interior

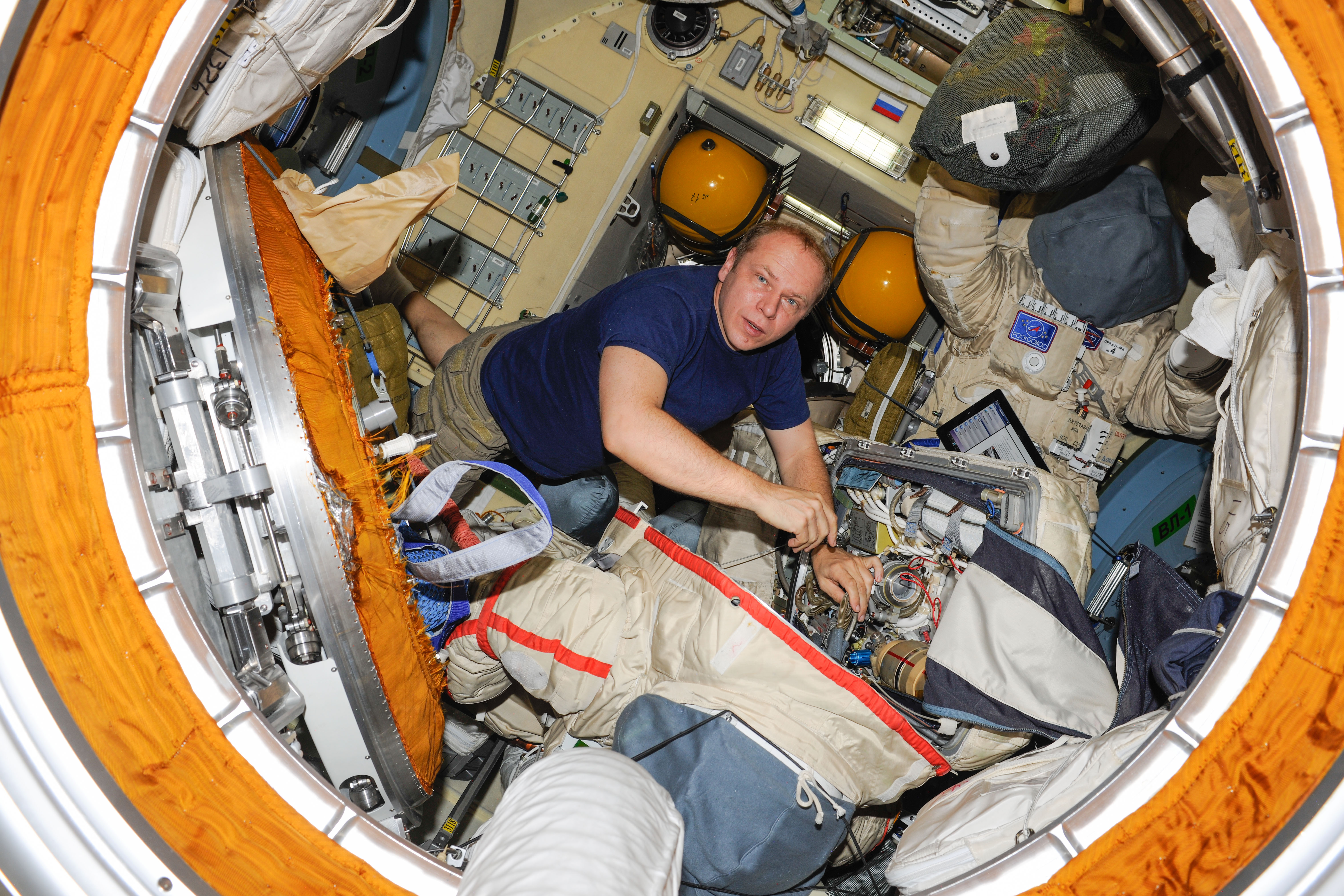
El cosmonauta Oleg Kotov trabaja con un traje espacial Orlan en el Pirs.
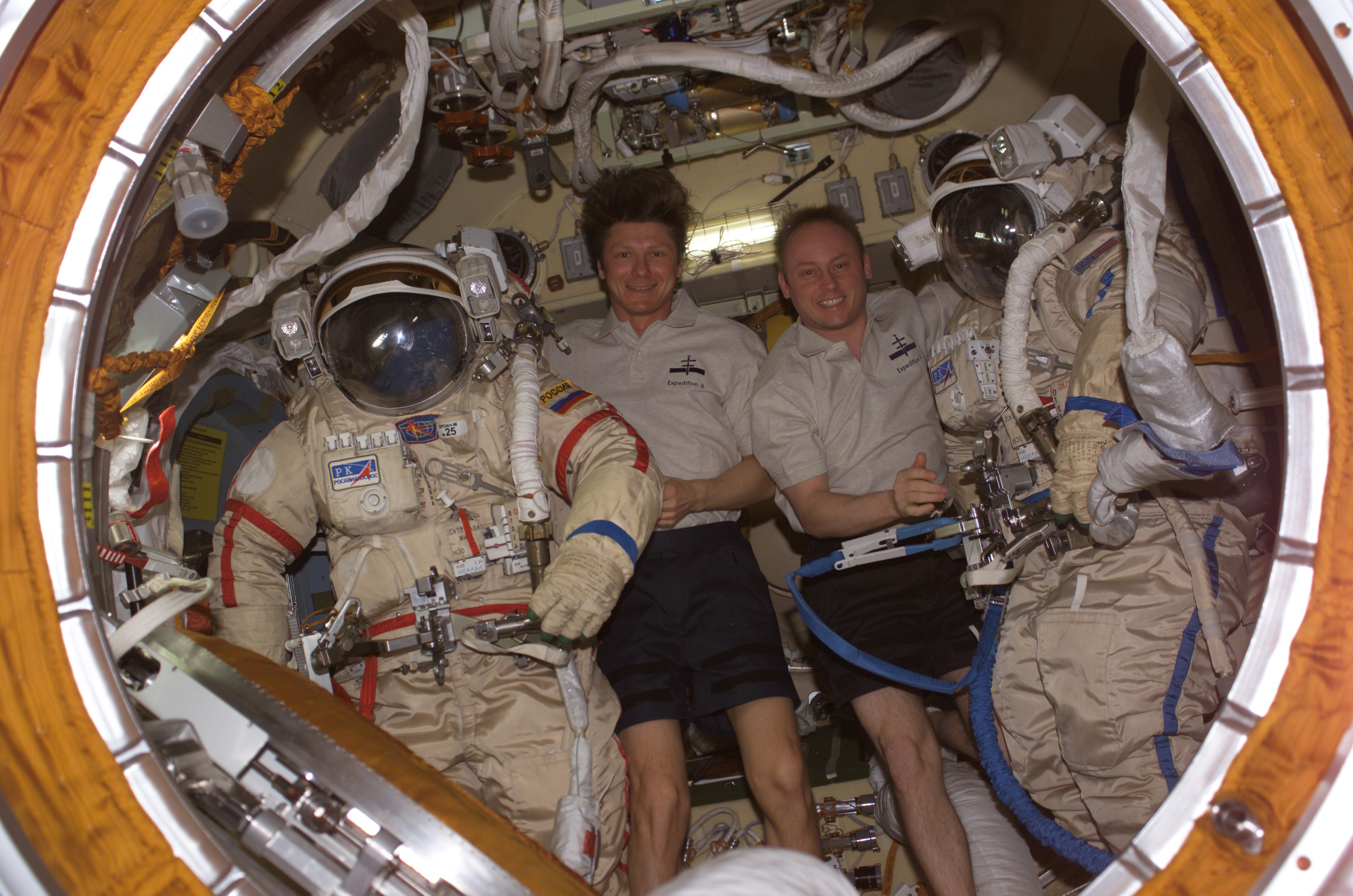
Gennady Padalka (izquierda) y el astronauta Michael Fincke posan con sus trajes Orlan.
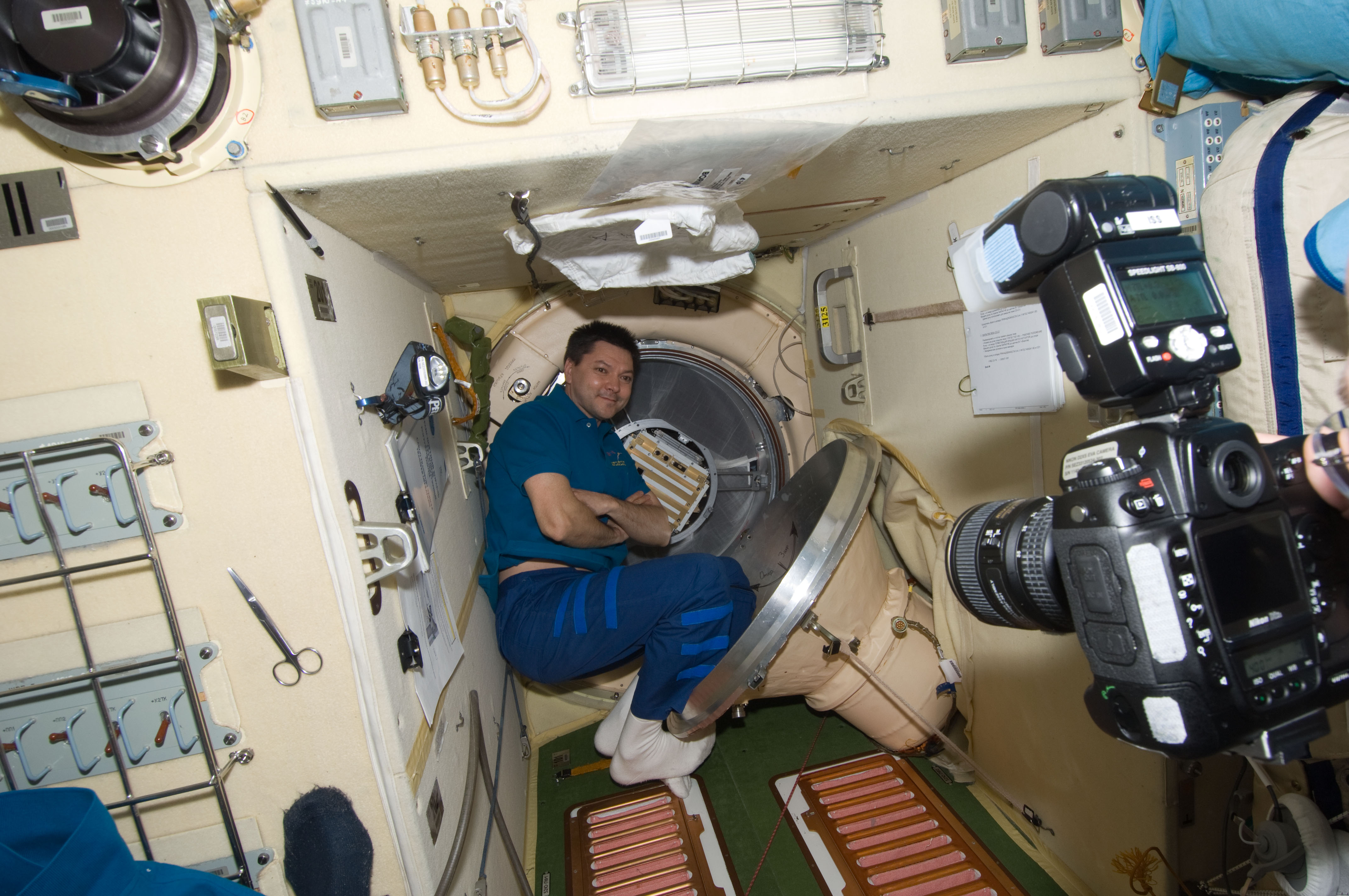
Oleg Kononenko visto cerca de la escotilla en el Pirs.
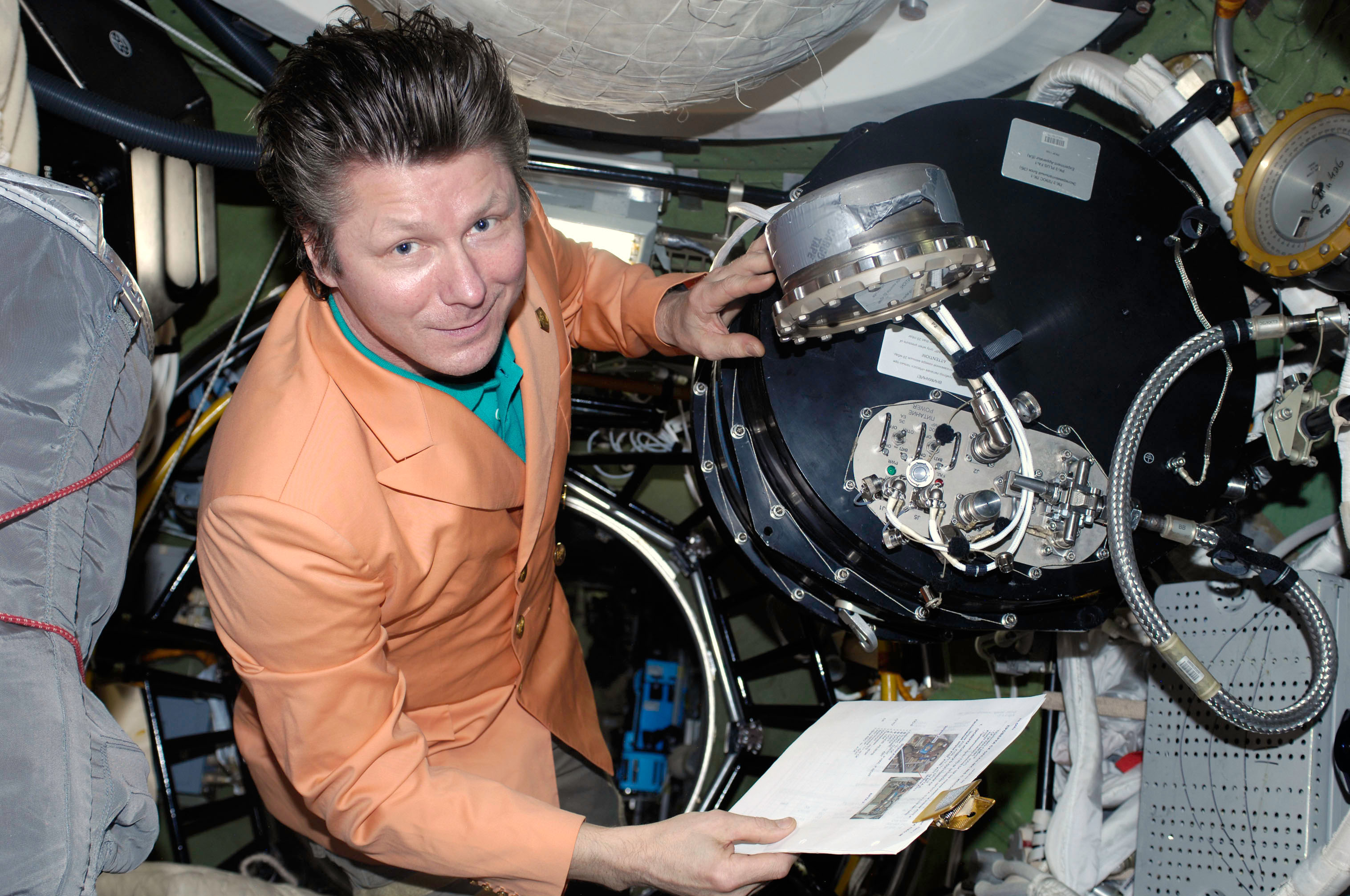
El cosmonauta Gennady Padalka, comandante de la Expedición 20, en el interior del Pirs.